# Waaierduif
De waaierduif of Victoria kroonduif (Goura victoria) is een blauwgrijze duif uit het geslacht Goura.

## Kenmerken
Het verenkleed van deze vogel is overwegend blauwgrijs met een purperrode borst. De vleugels zijn lichtgrijs, met donkerpaars afgezette vlekken. De duif dankt zijn naam aan zijn kam van blauwe veren, die doet denken aan een waaier. De mannetjes en vrouwtjes zijn vrijwel identiek qua uiterlijk. De duif wordt ongeveer 74 centimeter lang en kan tot 2,5 kilo wegen. Daarmee is het een van de grootste duivensoorten ter wereld.

## Leefwijze
Zijn dieet bestaat uit vruchten, zaden en ongewervelden. De waaierduif brengt een groot deel van zijn tijd op de grond door, omdat hij nogal zwaar is. Toch trekt hij zich bij gevaar in de bomen terug. Slapen en nestelen doet de waaierduif op de grond.

## Voortplanting
De vrouwtjes leggen meestal een ei per keer. De broedtijd bedraagt 28 dagen. Broeden en verzorgen van het jong wordt door beide ouders gedaan. De eerste dagen krijgt het jong duivenmelk, daarna wordt die aangevuld met halfverteerd voedsel.

## Verspreiding en leefgebied
Net als de andere drie soorten van het geslacht Goura, komt de waaierduif vooral voor in de tropische laaglandbossen van Nieuw-Guinea en enkele omliggende eilanden.

## Ondersoorten
De soort kent twee ondersoorten:
- G. v. victoria: Japen en Biak.
- G. v. beccarii: noordelijk Nieuw-Guinea.

## Galerij

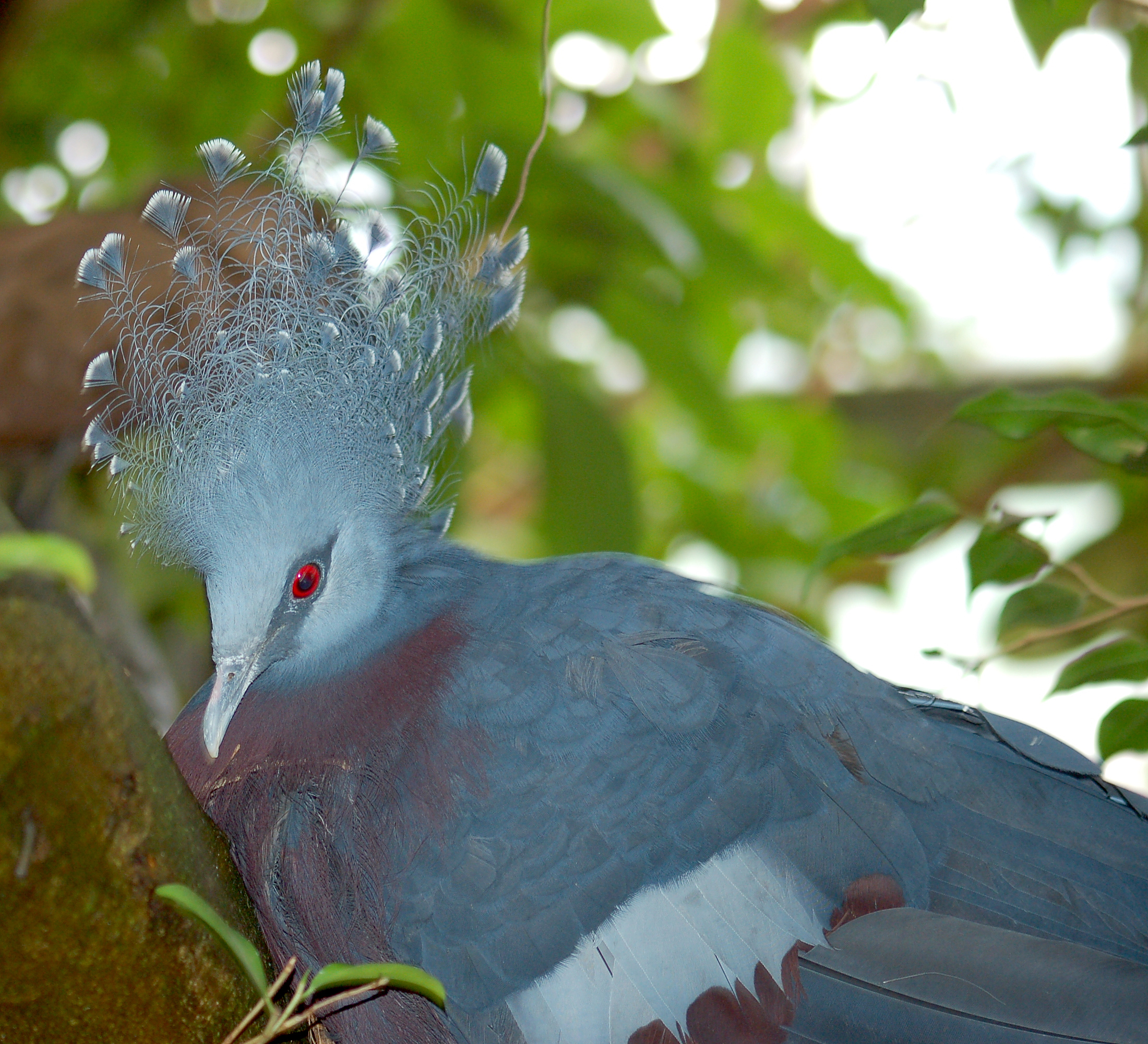
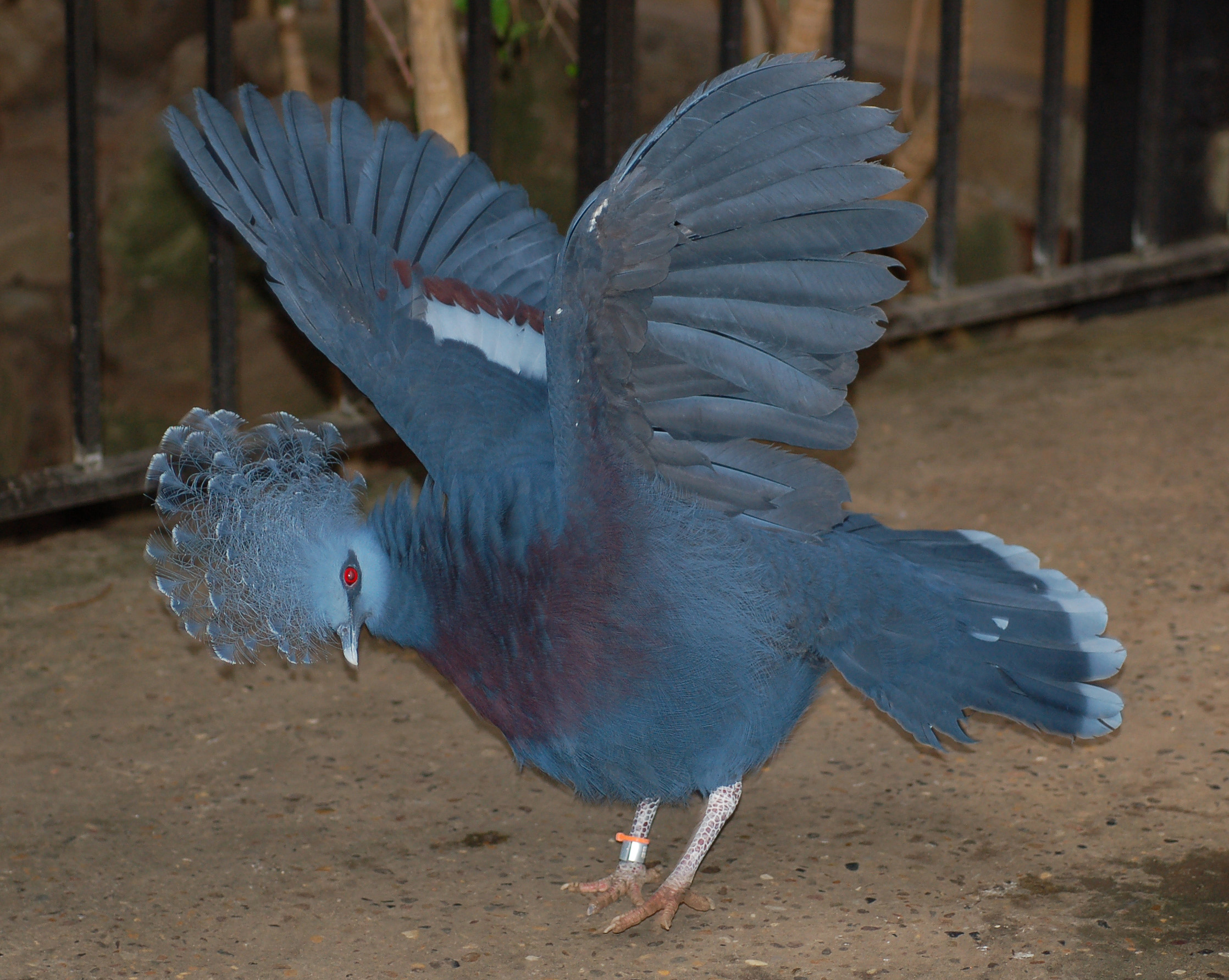
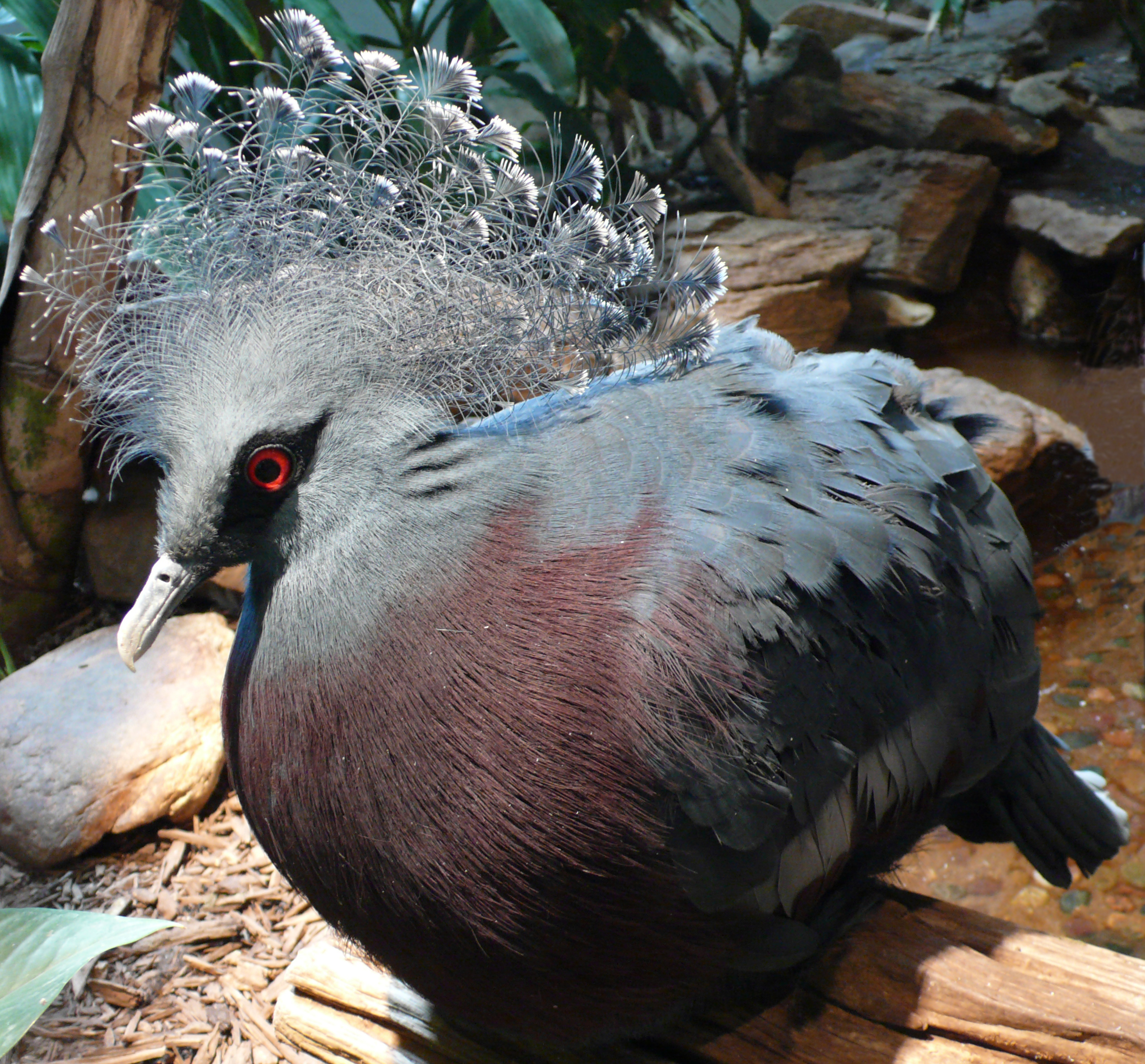
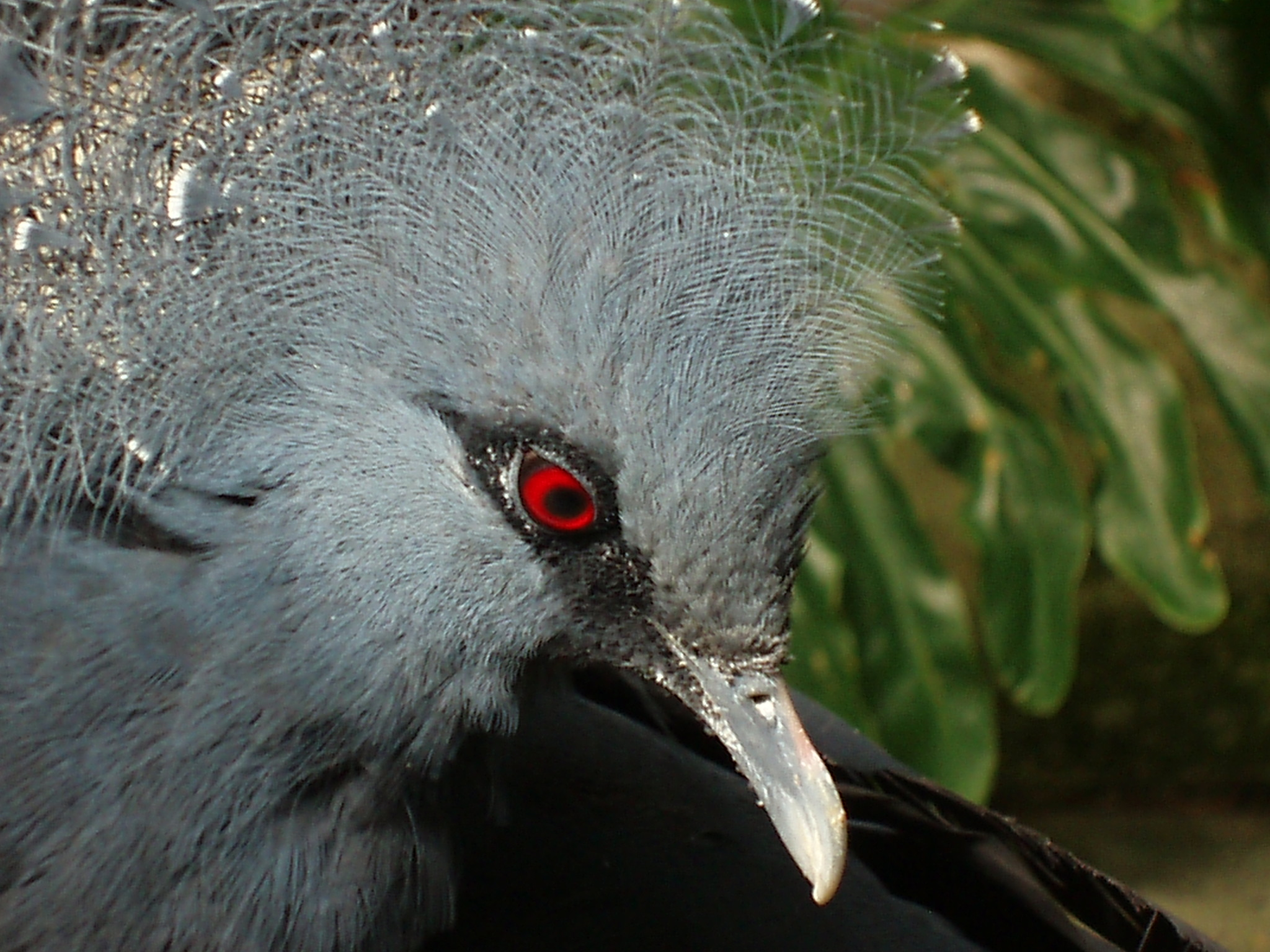